# ロッコーのモダンライフ 〜ハイテクな21世紀〜
『ロッコーのモダンライフ 〜ハイテクな21世紀〜』（原題：Rocko's Modern Life: Static Cling）は、2019年8月9日にNetflixで配信されたアニメの特別番組であり、ジョー・マレーのニコロデオンシリーズ『ロッコーのモダンライフ』を原作としている。
日本語吹き替え版のキャストはTVシリーズから一新されており、主人公の名前もロッコからロッコーへ変更されている。

## あらすじ
宇宙に飛ばされたロッコー、ヘッファー、フィルバートが地球へ20年ぶりに帰還。しかし地球での生活は大きく変わっていた。そんな折ロッコーは大好きなテレビ番組『ファットヘッド家』が終了してしまった事を知る。失踪した番組のクリエイター、ラルフを探す為ロッコー達は旅に出る。

## キャスト
ロッコー (Rocko)
声 - カルロス・アラズラキ（河本邦弘）
オーストラリア生まれのワラビー。
ヘッファー・ウルフ (Heffer Wolfe)
声 - トム・ケニー（神奈延年）
ロッコーの親友であるウシ。家族は全員オオカミ。
フィルバート・タートル (Filburt Turtle)
声 - ミスター・ローレンス（土屋トシヒデ）
ロッコーの親友のカメで、眼鏡をかけている。
エド・ビッグヘッド (Ed Bighead)
声 - チャーリー・アドラー（間宮康弘）
ロッコーの家の隣に住むカエル。コングロモ社に勤務している。ロッコーとの仲は悪い。
- その他の吹き替え: 木内秀信/藤巻大悟/川上ゆき/中島卓也/江頭宏哉